# Ossius von Córdoba

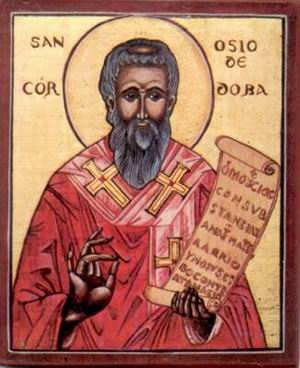
Ossius von Córdoba auf einer Ikone aus Bukarest, Rumänien

Ossius von Córdoba (auch: Hosius, Hozius, Ossios; * um 257; † 357/358) war über 60 Jahre lang, also mindestens ab ungefähr 297, Bischof von Córdoba. Häufig wird ihm eine wesentliche politische Bedeutung als einflussreicher Berater des römischen Kaisers Konstantin des Großen (regierte 306–337) zugesprochen, die antike Quellenbasis dafür ist jedoch relativ schmal. 324/325 war er im Auftrag dieses Herrschers unterwegs, um im gerade aufkommenden Arianischen Streit zu vermitteln, und leitete 325 das Erste Konzil von Nicäa. Dabei nahm er eine den Arianismus ablehnende Haltung ein, wie auch 343 beim Konzil von Serdica, das ebenfalls unter seinem Vorsitz tagte. Folgerichtig kam es unter der Alleinherrschaft des arianerfreundlichen Kaisers Constantius II. ab 350 zu Konflikten mit diesem. Auf der Synode von Sirmium 357 unterzeichnete Ossius schließlich einen Beschluss, der die arianische Vorstellung der Unterordnung Christi unter Gott festlegte. Nicht klar ist, ob er von seinen früheren Überzeugungen unter politischem Druck, persönlichem Zwang oder aus Pragmatismus abwich. In seinen letzten Lebensjahrzehnten gehörte er zu den angesehensten Bischöfen des römischen Reiches, wofür neben seinem (Dienst-)Alter auch sein Bekennertum während der Christenverfolgungen in jungen Jahren verantwortlich war.
Ossius wird von der orthodoxen Kirche als „Ossius der Bekenner“ als Heiliger verehrt, jedoch nicht von der katholischen Kirche. Sein Gedenktag in der orthodoxen Kirche ist der 27. August.

## Leben

### Frühe Belege
Das Geburtsjahr des Ossius lässt sich durch eine Notiz in der Schrift „Historia Arianorum ad monachos“ des Kirchenvaters Athanasius der Große auf 256/257 festlegen. Im gleichen Werk wird zum Jahr 356 vermerkt, Ossius sei vor mehr als 60 Jahren zum Bischof geweiht worden. Als spätestmöglicher Zeitpunkt (Terminus ante quem) für die Weihe ergibt sich damit das Jahr 295. Einem eigenen späteren Brief zufolge, der wiederum bei Athanasius zitiert ist, wurde er während der Diokletianischen Christenverfolgung zum Bekenner (confessor). Sein Name findet sich auch auf der Liste der Bischöfe, die auf der Synode von Elvira den dort verabschiedeten Beschlüssen (canones) zustimmten. Der Zeitpunkt dieser Kirchenversammlung lässt sich nicht genauer als auf die Zeit zwischen 295 und 314 festlegen.
Traditionell wird häufig davon ausgegangen, dass Ossius Kaiser Konstantin den Großen während dessen Feldzug gegen Maxentius im Jahr 312 kennengelernt habe. Er habe demnach zu den Bischöfen gehört, die dem Herrscher dessen nächtliches Traumzeichen eines Christogramms ausgedeutet hätten (siehe In hoc signo vinces) und daraufhin in den persönlichen Beraterstab Konstantins aufgenommen worden seien. Daraus resultierend wird Ossius in der Forschung eine besonders einflussreiche Rolle für die (Religions-)Politik des Kaisers zugeschrieben. Es gibt jedoch keinerlei antike Belege für Ossius’ Teilnahme an besagtem Feldzug und auch eine definitive Aussage über die Bedeutung des Bischofs in den kommenden Jahren lassen die erhaltenen Zeugnisse nicht zu.
Aus dem Jahr 312/313 ist ein Brief Konstantins überliefert, der sich mit der umstrittenen Wahl des Caecilianus zum Bischof von Karthago beschäftigt und dem zufolge ein gewisser Hosius (die griechische Schreibweise für „Ossius“) eine Liste afrikanischer Bischöfe an besagten Caecilianus senden werde. Dass mit diesem Hosius ausgerechnet der Bischof Ossius von Cordoba gemeint ist, lässt sich aber nicht zwangsläufig schlussfolgern. Auf den Teilnehmerlisten der Synoden, die in den folgenden Jahren über den daraus resultierenden Donatistenstreit verhandelten, wird dieser jedenfalls nicht genannt. Erst Augustinus von Hippo schreibt in einer Ende des 4. Jahrhunderts entstandenen Streitschrift gegen den donatistischen Bischof Parmenianus, die Donatisten hätten Ossius im Jahr 316 beschuldigt, zu ihren Ungunsten Einfluss auf den Kaiser ausgeübt zu haben. Augustinus selbst hält diese Anschuldigung für falsch, und auch die Forschung sieht in seiner Bemerkung keinen sicheren Beleg für einen wesentlichen Einfluss des Ossius am Kaiserhof in dieser Phase. Aus den folgenden Jahren ist lediglich ein Edikt Konstantins bekannt, das dieser 18. April 321 an Ossius richtete und das sich mit der Freilassung von Sklaven durch Bischöfe befasst.

### Rolle im beginnenden Arianischen Streit 324/325
Sichere Nachrichten über eine Tätigkeit des Ossius liegen erst wieder aus dem Jahr 324 vor, als in der Stadt und im Bistum Alexandria der Arianische Streit ausgebrochen war, der sich um Grundfragen der Dreieinigkeitslehre drehte. In diesem Jahr sandte Konstantin Eusebius von Caesarea zufolge einen versöhnenden Brief an die Hauptkontrahenten, der durch „einen Mann aus der Gruppe der gottesfürchtigen Männer, die ihn begleiteten“, überbracht wurde. Dieser Geistliche „hatte sich [...] durch seine keusche Lebensführung und die Vorzüglichkeit seines Glaubens bewährt und sich durch seine Bekenntnisse für die Frömmigkeit in früheren Zeiten ausgezeichnet“; nun wurde er laut Eusebius „als Friedensrichter“ nach Alexandria bestellt. Den spätantiken Kirchenschriftstellern Sokrates Scholastikos und Sozomenos zufolge handelte es sich dabei um Ossius von Cordoba, andererseits deutet die Formulierung bei Eusebius auf einen gewissen Marianus hin, der an einer anderen Stelle mit sehr ähnlichen Worten beschrieben wird. Eindeutig bezeugt ist dagegen Ossius’ Teilnahme an einer lokalen Synode, die wenig später in Alexandria stattfand und auf der die „Arianer“ aus der Stadt vertrieben wurden. Dass Ossius der Überbringer des bei Eusebius erwähnten Briefes war und in der Funktion des „Friedensrichters“ auch eine leitende Rolle bei der Schlichtung des Konfliktes spielte, ist wiederum nur eine – allerdings verbreitete – Hypothese.
325 nahm Ossius an einer Synode in der syrischen Hauptstadt Antiochia am Orontes teil, auf der der arianerfeindliche Eustathios von Antiochia zum neuen Patriarchen gewählt, Arius selbst verurteilt, ein Glaubensbekenntnis formuliert und drei arianische Bischöfe exkommuniziert wurden. Anscheinend leitete er diese Synode, da er auf der Unterschriftenliste zu den verabschiedeten Regelungen an erster Stelle steht. Seine Rolle bei der Einberufung dieser Kirchenversammlung und sein Einfluss auf die daraus resultierenden Beschlüsse ist wiederum unklar.
Ebenfalls im Jahr 325 nahm Ossius von Córdoba am Ersten Konzil von Nicäa teil und steht bei den Unterzeichnern der getroffenen Beschlüsse wiederum an erster Stelle, dürfte also den Vorsitz über das Konzil ausgeübt haben. Faktisch lag die Leitung allerdings wohl in der Hand des Kaisers Konstantin, der persönlich anwesend war. Athanasius der Große schreibt darüber hinaus, Ossius habe bei der Versammlung „den Glauben dargelegt“ oder „festgesetzt“ („πίστιν εξέθετο“). Dies könnte bedeuten, dass die auf dem Konzil festgesetzte und in das Bekenntnis von Nicäa eingeflossene Glaubensformel der Wesensgleichheit von Gott Vater und Jesus Christus auf den spanischen Bischof zurückgeht.

### Tätigkeit nach dem Tod Konstantins (ab 337)
Vermutlich kehrte Ossius nach dem Konzil von Nicäa nach Spanien zurück, Quellenmaterial liegt jedoch erst wieder für die Zeit nach dem Tod Konstantins im Jahr 337 vor. Im Konzil von Serdica 343 führte dieser den Vorsitz und unterzeichnete daher wieder als Erster der teilnehmenden Bischöfe unter den Konzilsakten. In dem Rundschreiben, das durch das Konzil erlassen wurde und die arianisch eingestellten Bischöfe verurteilte, ist die Rede von dem „in hohem, glücklichen Alter stehende Ossius, der aufgrund seines Alters und seines Bekenntnisses, aber auch weil er so viel Mühsal erduldet hat, jeglicher Ehrfurcht wert ist“. Ähnlich äußern sich auch andere antike Quellen zu dem Ansehen, dass sich Ossius aufgrund seiner Alterwürdigkeit erworben hatte. Vermutlich war Ossius auch beteiligt an der Einberufung des Konzils durch den Nachfolger Konstantins im Westen des Reiches, Constans, und hielt sich in der Zeit vor der Versammlung am Kaiserhof in Mailand auf.
Kaiser Constantius II., der Nachfolger Konstantins im östlichen Reichsteil und Alleinherrscher ab 350, förderte im Gegensatz zu Konstantin und Constans den Arianismus und versuchte unter anderem die Verurteilung des Athanasius durch dessen Bischofskollegen zu erreichen. Ossius wurde dafür persönlich in die Residenzstadt Mailand gerufen, um der Verurteilung seine Zustimmung zu erteilen, soll sich aber der eigenen Darstellung des Athanasius in dessen Historia Arianorum ad monachos zufolge vehement geweigert haben. Athanasius zitiert im Anschluss einen Protestbrief des Ossius an den Kaiser, in dem der Verfasser dessen arianerfreundliche Politik und seine Einmischung in kirchliche Angelegenheiten aufs Schärfste kritisierte. Dieses Schriftstück ist in die Jahre 356/357 zu datieren.
Im Sommer 357 nahm Ossius in Sirmium an einer Synode teil, die Constantius dort ausrichtete. Dabei unterzeichnete der Bischof von Córdoba die Beschlüsse der Versammlung, die im Sinne des Subordinatianismus die Unterordnung Christi unter Gott festlegten und damit der durch Constantius geförderten arianischen Ansicht entsprachen. Dass der bislang sehr antiarianisch eingestellte Ossius sich nun dazu bereitfand, wird in der Forschung entweder mit einem „Überlaufen“ zur nun reichsweit durch den Kaiser geförderten arianischen Position erklärt oder aber durch Druck, den Constantius ausgeübt haben soll. Als Beleg dafür wird unter anderem ein Bericht in der wenig später veröffentlichten „Historia Arianorum ad monachos“ Athanasius des Großen zitiert. Diesem Text zufolge sei Ossius nach Sirmium in die kaiserliche Residenz zitiert worden, wo man ihn ein Jahr lang gefangengehalten und ihm trotz seines hohen Alters von 100 Jahren sogar Gewalt angetan habe. Daraufhin habe er bei dem Konzil von 357 seinen eigenen Überzeugungen widersprechend die arianischen Erklärungen unterzeichnet, sich aber geweigert, auch die Verurteilung des Athanasius zu bestätigen. Auf dem Sterbebett habe Ossius dann aber erklärt, den Beschlüssen von Sirmium nur unter Zwang zugestimmt zu haben, und den Arianismus wiederum scharf verurteilt. Diesem Bericht widersprechend schreibt Athanasius in anderen seiner Schriften aber selbst, Ossius habe sich in Wirklichkeit im Exil in Sirmium aufgehalten. Beide Erklärungen gelten in der Forschung als unglaubwürdig. Sokrates Scholastikos und Sozomenes schreiben zwar ebenfalls, dass Ossius gegen seinen Willen an der Synode teilgenommen habe, entnahmen diese Deutung aber wohl dem stark parteiischen Werk des um 357 durch Constantius ins Exil gedrängten Athanasius. Die meisten antiken Quellen berichten dagegen nichts davon, dass der Kaiser Druck ausgeübt habe, obwohl die nicht-arianischen Autoren in einem solchen Fall sicher ein Interesse gehabt hätten, Constantius die Schuld für Ossius’ „Seitenwechsel“ zuzuschreiben. Daher wurde auch vermutet, dass dieser einfach „dogmatisch indifferent und theologischen Spitzfindigkeiten abgeneigt“ gewesen sei und der Auseinandersetzung um die Wesensgleichheit von Gott Vater und Jesus als der Grundlage des Arianischen Streites keine derartige Bedeutung beigemessen habe.
Zu Ossius’ Tod liegen außer dem vereinzelten Bericht in der „Historia Arianorum ad monachos“ des Athanasius keine Informationen vor. Unabhängig von der Glaubwürdigkeit dieser Variante ist daraus aber zu schließen, dass der Bischof noch vor der Fertigstellung der Schrift (Ende 357 oder 358), also ziemlich bald nach der Verabschiedung der Beschlüsse von Sirmium (Mitte 357) verstorben sein muss.

## Verhältnis zur Palastanlage von Cercadilla

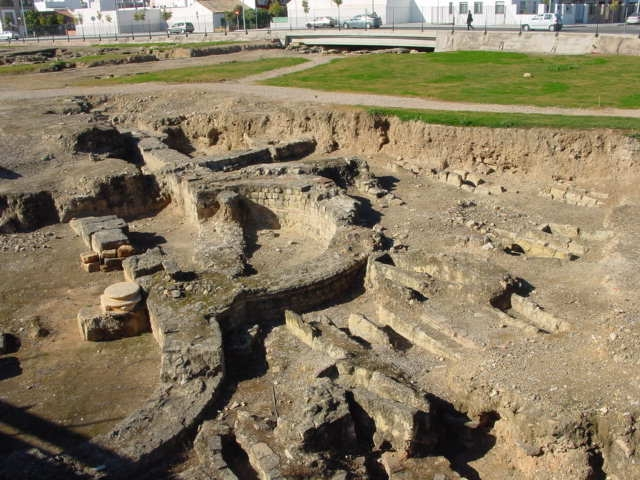
Mauerzüge der Palastanlage von Cercadilla

1991 wurde am Rande des antiken Córdoba die monumentale Palastanlage von Cercadilla entdeckt, deren Deutung seitdem umstritten ist. Pedro Marfil Ruiz und einige andere Forscher haben vorgeschlagen, darin den Bischofspalast des Ossius von Cordobá zu vermuten. Die Mehrheit der Forscher deutet den Baukomplex dagegen als Palast des römischen Kaisers Maximian oder eines seiner Beamten, etwa des Statthalters der Baetica.